# Place du Général-Leclerc (Colombes)
Pour les articles homonymes, voir Place du Général-Leclerc.
La place du Général-Leclerc est un carrefour de communication situé à Colombes (Hauts-de-Seine).

## Situation et accès
La place du Général-Leclerc est située à l'intersection de:
- La rue Gabriel-Péri, côté ouest de la route nationale 186.
- L'avenue Henri-Barbusse, route départementale 106.
- La rue du Bournard, côté est de la route nationale 186.
- La rue de Verdun, route départementale 13.

## Origine du nom

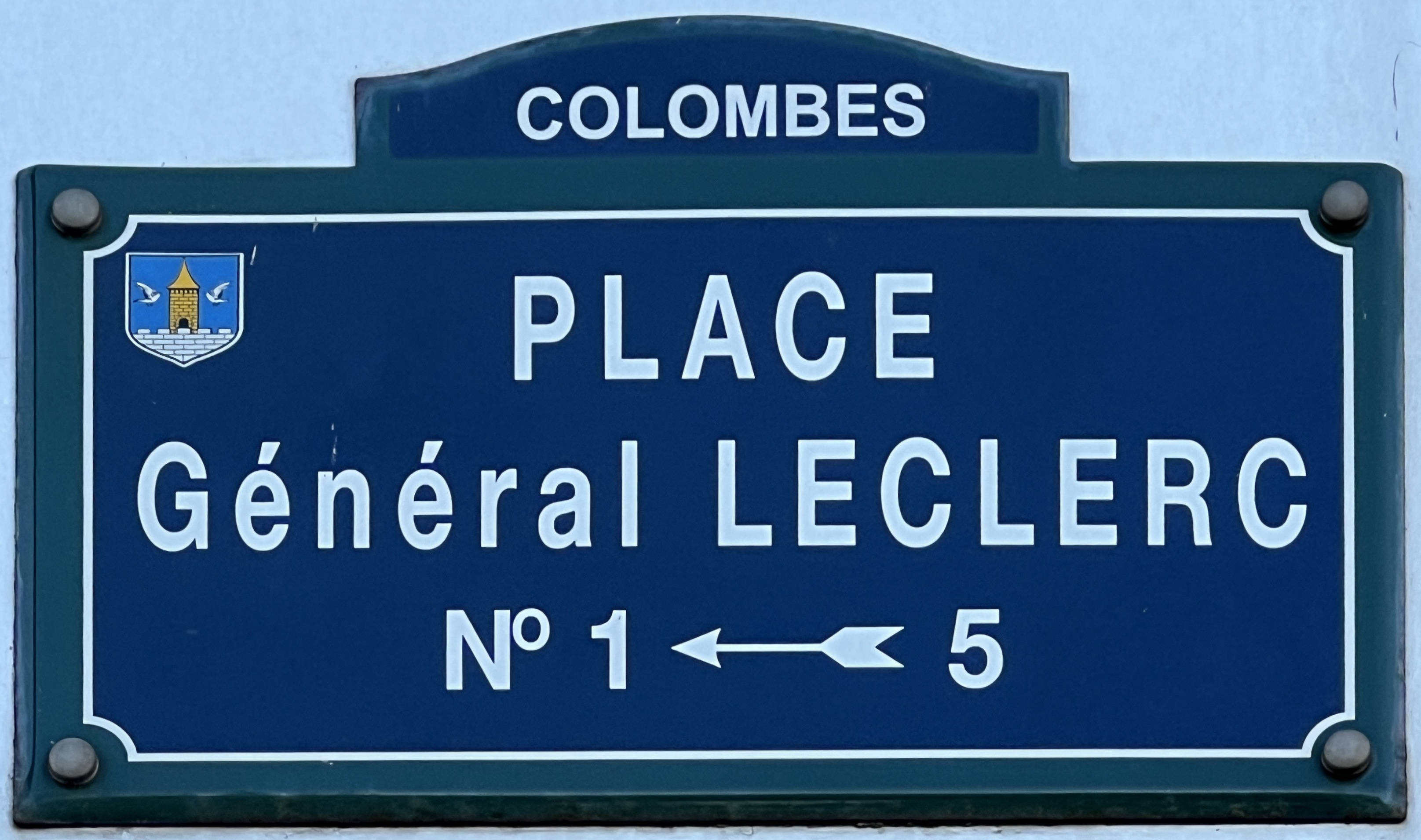
Plaque de la place.

Cette place porte le nom du Maréchal Philippe Leclerc de Hauteclocque.

## Historique
Ce carrefour est en réalité la fusion de deux places:
- La place Galilée, située sur le parvis de l'église[2],[3].
- La place de la Fontaine, à l'angle de la rue du Bournard et de l'avenue Henri-Barbusse[4] ou encore place du Jet[5].

Des travaux entrepris dans les années 1960 afin de laisser davantge de place à la circulation autonobile, métamorphosèrent le quartier et menèrent à la destruction de nombreuses anciennes bâtisses.

## Bâtiments remarquables et lieux de mémoire
- Ancienne église Saint-Pierre-Saint-Paul de Colombes[6]
- Musée municipal d'Art et d'Histoire[7],[8].

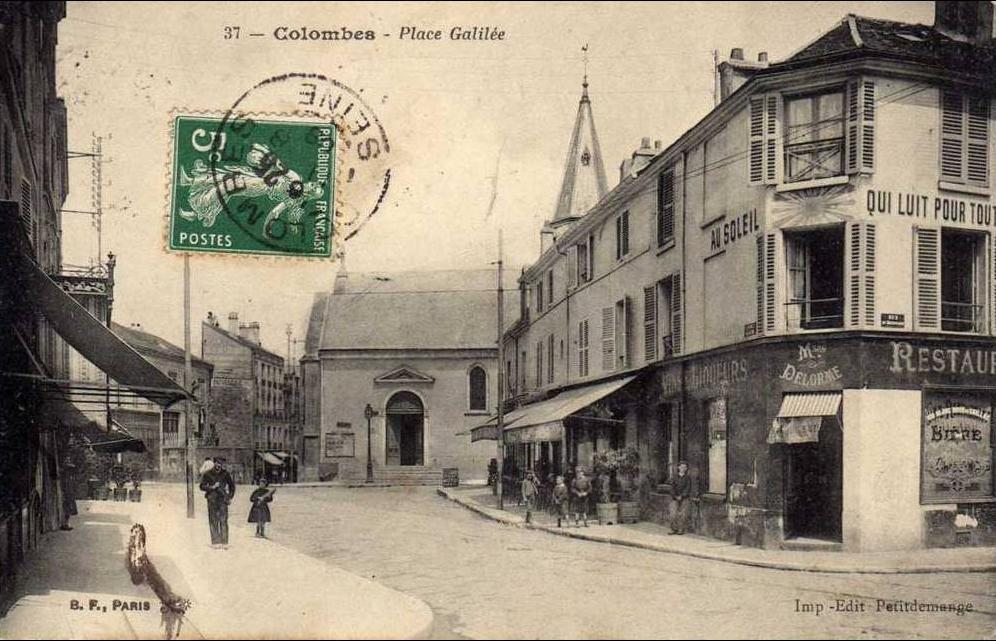
Ancienne place Galilée, vue de la rue du Bournard.
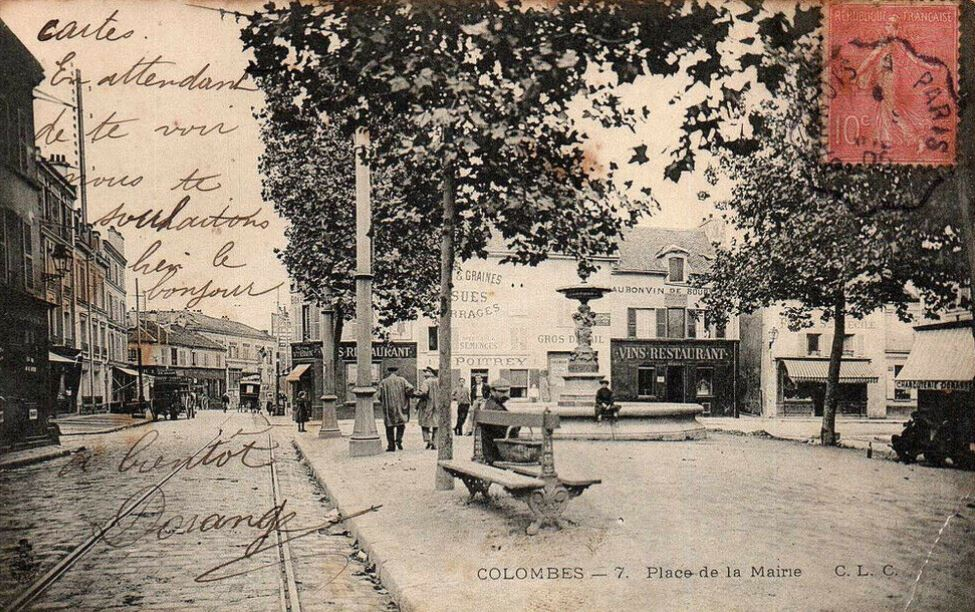
L'ancienne place de la Mairie.
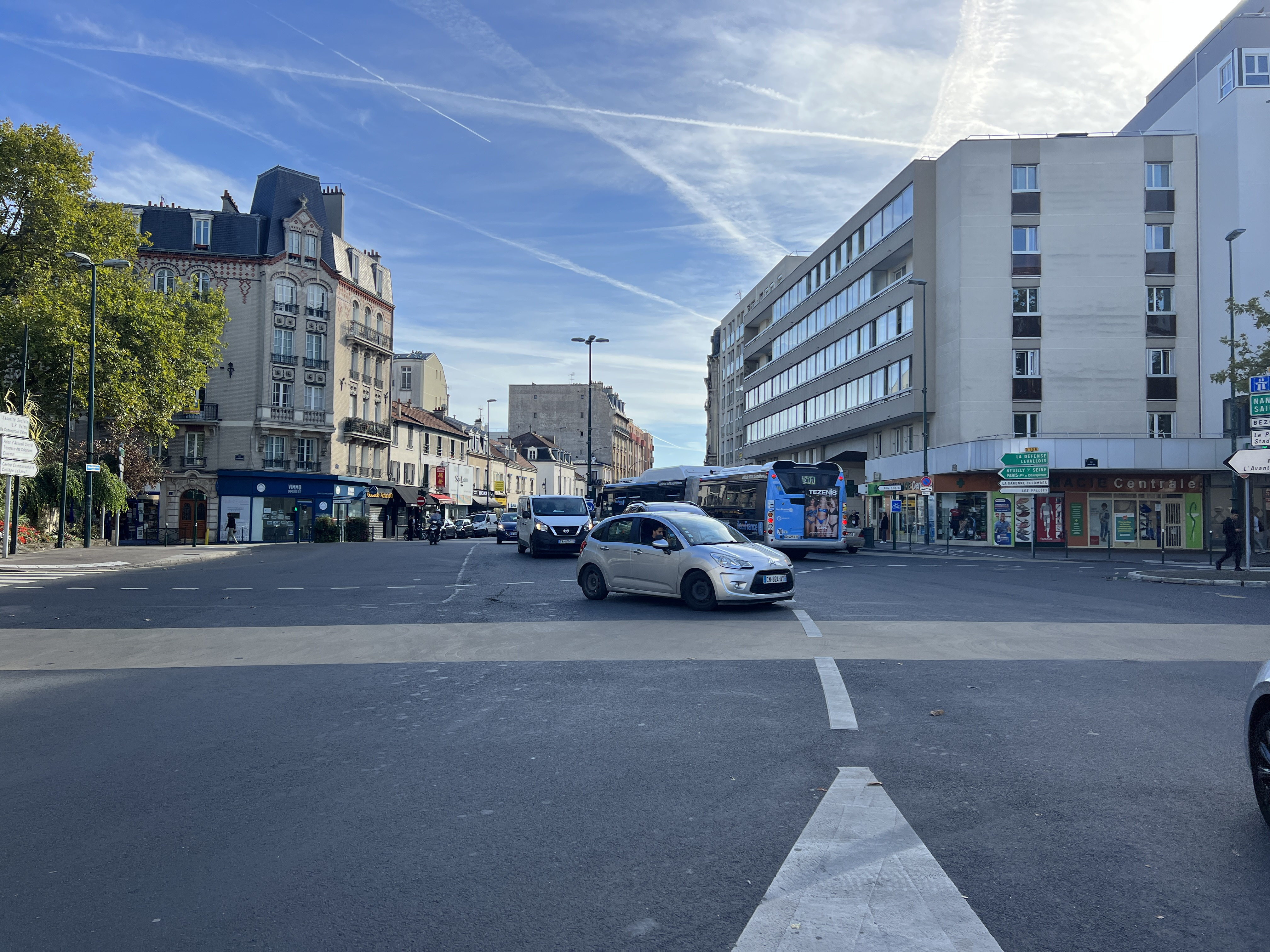
La place en octobre 2022.